# Virgil Fox
Virgil Keel Fox (Princeton, 3 maggio 1912 – Palm Beach, 25 ottobre 1980) è stato un organista statunitense, noto soprattutto per i suoi fiammanti concerti "Heavy Organ" di Bach. Questi eventi negli anni '70 attirarono un pubblico che era più a suo agio con la musica rock 'n' roll e furono allestiti completi di "light show". Le sue numerose registrazioni fatte sulle etichette RCA Victor e Capitol, per lo più negli anni '50 e '60, sono state rimasterizzate e ripubblicate su compact disc negli ultimi anni. Continuano ad essere largamente disponibili nei negozi di musica tradizionale..

## Biografia
Virgil Fox nacque a Princeton, nell'Illinois, da Miles e Birdie Fox, mostrando talento musicale sin da piccolo. Iniziò a suonare l'organo per i servizi di chiesa all'età di dieci anni e quattro anni dopo fece il suo debutto in concerto davanti a un pubblico di 2500 spettatori alla Withrow High School di Cincinnati. Il programma includeva uno dei pilastri della musica organistica del XIX secolo: la Sonata n. 1 in Fa minore di Mendelssohn.
Dal 1926 al 1930 studiò a Chicago sotto l'organista-compositore tedesco Wilhelm Middelschulte. I suoi altri principali insegnanti erano Hugh Price, Louis Robert e (una volta che si era trasferito in Francia), Marcel Dupré. Fu alunno del Peabody Institute di musica di Baltimora, dove divenne il primo studente a completare il corso per il Diploma d'Artista in un anno. Fu anche uno studente di Louis Vierne.

### Inizio della carriera
A partire dal 1936 Fox è stato organista alla Brown Memorial Presbyterian Church di Baltimora mentre insegnava al Peabody. Durante l'agosto e il settembre del 1938 suonò in Gran Bretagna e in Germania; fu il primo organista non tedesco ad avere il permesso di esibirsi pubblicamente nella Thomaskirche a Lipsia, un'occasione speciale, perché Bach fu cantore della Thomaskirche fino alla sua morte nel 1750. Bach fu sepolto nuovamente in quella chiesa nel 1950.

### Servizio militare
Durante la seconda guerra mondiale, Fox si arruolò nelle forze aeree dell'esercito degli Stati Uniti e prese un'aspettativa dalla Brown Memorial Presbyterian Church di Baltimora e dalla Peabody. Fu promosso a sergente maggiore e suonò  in vari recital e servizi su richiesta di Eleanor Roosevelt. Fece parte del suo Home Hospitality Committee e intratteneva le truppe che tornavano all'ospedale Walter Reed, suonando un pianoforte che lui stesso spingeva in giro insieme ad altri due. Cantavano canzoni divertenti e piuttosto volgari per coloro che erano costretti a letto. Dopo aver suonato più di 600 concerti in servizio, oltre ai suoi obblighi nei confronti dell'H.H.C, fu congedato dalle Forze aeree dell'esercito nel 1946.

### Riverside Church
Ha poi lavorato come organista presso l'importante Riverside Church di New York City dal 1946 al 1965. L'organo era stato costruito per lui dal famoso organaro G. Donald Harrison, capomastro dell'organo del Mormon Tabernacle e di altri. Sotto la sua direzione, l'organo della Riverside fu ampliato fino a diventare uno dei più grandi del Nord America. I suoi accompagnamenti di inni estemporanei per i servizi domenicali della Riverside e le esibizioni nei concerti furono grandemente applauditi e i fan avrebbero aspettato per ore dopo il servizio in chiesa per incontrarlo. Le registrazioni fatte durante questo periodo hanno portato il suo modo di suonare ad essere conosciuto da un pubblico più vasto. Tra le sue registrazioni, alcune ora trascurate, le Trascrizioni su cui ha improvvisato: Songs at Sunset, Vale of Dreams, Silhouettes. Nel 1965 Fox si ritirò dalla chiesa per dedicarsi a tempo pieno all'attività di esecutore.

### Tournée di concerti
Dal 1971 al 1978 Fox ha eseguito i suoi famosi concerti "Heavy Organ" in auditorium, sale da concerto popolari e altri luoghi di musica per organo non tradizionale, girando per gli Stati Uniti con un Rodgers Touring Organ elettronico noleggiato e più tardi con il suo strumento, un enorme organo a 4 tastiere, un Allen Organ progettato su misura (1977-1980). Heavy Organ era un concetto ideato e sviluppato da Richard Torrence e Marshall Yaeger, manager di vecchia data di Fox, Yaeger era l'ideatore del programma. I concerti di Heavy Organ presentavano esclusivamente opere di Johann Sebastian Bach e usavano un grande light show che veniva perfettamente coordinato con la musica, in modo da riunire elementi musicali e visivi. Torrence e Yaeger, grazie alla loro abilità nel marketing e alla pubblicazione delle registrazioni più vendute di spettacoli dal vivo di Heavy Organ, resero Heavy Organ un nome familiare nella musica classica. Fece anche guadagnare a Fox oltre un milione di dollari in commissioni di esecuzione.
Fox era uno dei rari organisti ad esibirsi nei programmi di intrattenimento televisivi nazionali negli anni '60 e '70, come il Mike Douglas Show, l'The Ed Sullivan Show e CBS Camera Three, portando i capolavori per organo al pubblico di massa come nessun altro organista aveva mai fatto prima. La sua ultima registrazione commerciale, anche se non autorizzata, fu fatta al suo ritorno (a grande richiesta) alla Riverside Church in un concerto del 6 maggio 1979. Il 50º anno di esibizioni di Fox iniziò quando apparve con la Dallas Symphony nel settembre 1980, in quella che doveva essere la sua esibizione pubblica finale. In preda al dolore per il cancro alla prostata terminale, per il quale aveva subito un trattamento senza successo nel 1976, Fox completò solo uno dei due concerti, tornando in Florida per essere ricoverato in un ospedale vicino a casa. Il 25 ottobre morì a Palm Beach, in Florida e fu esposto a Casa Lagomar, in cui il suo funerale fu diretto dal suo direttore commerciale, David Snyder. Un successivo funerale si tenne nella cattedrale di cristallo a Garden Grove, California.

### Vita privata
Virgil Fox (The Dish): An Irreverent Biography of the Great American Organist di Marshall Yaeger e Richard Torrence (2001), un compendio di reminiscenze dei contemporanei di Virgil Fox, è ampliato in un'inedita autobiografia dell'organista Ted Alan Worth, uno dei protetti di Fox e degli amici più stretti.
Fox è sepolto al Pioneer Cemetery, Dover, Illinois, USA.

## Musica
Fox ha sempre insistito spingendo i limiti degli strumenti a sua disposizione, piuttosto che richiedere che loro, o il suo modo di suonare, fossero autentici rispetto all'epoca della composizione. Il suo stile (in particolare il suo gusto per i tempi rapidi, le registrazioni intricate e la volontà di indulgere nel sentimentalismo) era in contrasto con quello dei suoi contemporanei, come E. Power Biggs.
Fox era anche famoso per la sua memoria musicale e poteva immediatamente richiamare oltre 250 opere di concerto, suonando a doppia velocità o più velocemente durante le prove (che di solito andavano a tarda notte). Suonava tutti i concerti a memoria e molto raramente leggeva le partiture scritte anche suonando a fianco di un'orchestra.
Molti organisti, tuttavia, hanno fortemente criticato Fox per le sue interpretazioni non convenzionali della musica classica per organo. Nel suo album Heavy Organ: Bach Live at Winterland, Fox ha difeso il suo approccio a Bach e alla musica organistica in generale, nell'introduzione alla onnipresente Toccata e fuga in Re minore, BWV 565, di Johann Sebastian Bach; Virgil parlava sempre al suo pubblico delle motivazioni di Bach per le sue composizioni, poiché aveva fede in Gesù e nella vita eterna ogni volta che eseguiva la sua musica.
Per aver fatto un discorso simile in uno dei suoi recital, il critico musicale Alan Rich lo ha definito "il Liberace dell'organo" e lo invitò seriamente a lavorare al New York Magazine.
Nonostante (o forse a causa) il suo controverso approccio alla musica organistica, Virgil Fox raggiunse uno status di celebrità non dissimile da quello di Leonard Bernstein e Glenn Gould. Il New York Times disse di lui, 20 anni dopo la sua morte, "Fox potrebbe suonare l'organo a canne come nessun altro, ma non è tutto ciò che lo ha reso indimenticabile a così tante persone in tutto il paese. La musica piace anche a un pubblico che normalmente non ci si aspetterebbe di vedere seduto per questo ".
In un segno di continuo riconoscimento, insolito per un artista (così diverso da un compositore), i recital ei concerti di Virgil Fox continuano a essere messi in scena, oltre un quarto di secolo dopo la sua morte.

## Onorificenze
Fox era Patrono Nazionale di Delta Omicron, una confraternita di musica professionale internazionale. Nel 1964 progettò il Reuter Pipe Organ presso la Bucknell University e ottenne un dottorato. Gli furono date le chiavi della città come atti di gratitudine da parte di sindaci di numerose città.